# 巴賴格拉姆烏帕齊拉
巴賴格拉姆乌帕齐拉是孟加拉国諾多爾縣的一个乌帕齐拉，位於拉傑沙希专区的諾多爾縣。

## 人口
據1991年孟加拉國人口普查，巴賴格拉姆共有戶數40,582戶，人口230480人。其中男性佔比50.85%，女性佔比49.15%；成年人口108,842人。該地7歲以上人口之平均識字率為25.3%，低於全國平均值（32.4%）。